# P/2011 W2 (Rinner)
P/2011 W2 (Rinner) este o cometă periodică descoperită la data de 28 noiembrie 2011 de către astronoma amatoare franceză Claudine Rinner pornind de la imagini capturate de o cameră CCD STL11000 care echipa telescopul MOSS  (Maroc). Magnitudinea sa aparentă era atunci de 17,6 și mărimea cozii este estimată la 1 minut de arc.
Claudine Rinner și-a utilizat telescopul care echipează observatorul marocan de la Oukaimeden. Este vorba de un telescop newtonian, cu oglinda principală de 500 mm diametru, deschis la f/3, pilotat de la distanță, de la Ottmarsheim în Alsacia de către astronomă.  Observatorul  a fost construit printr-un parteneriat constituit între Université Cadi Ayyad din Marrakech, Claudine Rinner, la Société Jurassienne d'Astronomie, Asociația Uranoscope din Île-de-France și mecenatul societății marocane Atlas Golf din Marrakech. Descoperirea a fost efectuată la abia 2 luni după punerea observatorului în serviciu. Descoperise, cu același material, cu două săptămâni înainte, un asteroid din apropierea Pământului, denumit provizoriu 2011 VP12.